# Versicherungsombudsmann
Der Versicherungsombudsmann ist die staatlich anerkannte Schlichtungsstelle für Verbraucher in Versicherungsangelegenheiten in Deutschland. Die als eingetragener Verein organisierte Stelle bietet eine außergerichtliche Möglichkeit zur Beilegung von Streitigkeiten zwischen Versicherungsnehmern und Versicherungsunternehmen oder Versicherungsvermittlern. Die Schlichtungsstelle wurde 2001 gegründet.

## Hintergrund
Zweck der Schlichtungsstelle ist „die Förderung der außergerichtlichen Beilegung von Streitigkeiten mit Verbrauchern“. Sie ist als eingetragener Verein organisiert. Die Mitglieder des Vereins sind in erster Linie Versicherungsunternehmen, die durch ihre Mitgliedsbeiträge und Fallpauschalen für zulässige Beschwerden die Schlichtungsstelle finanzieren. Aktuell (2024) sind 315 Versicherer Mitglieder der Schlichtungsstelle. 
Die Schlichtungsstelle wird von einem Beirat begleitet, der auch Verbraucherschützer umfasst, um die Unabhängigkeit und Neutralität zu gewährleisten.
Seit April 2024 ist Sibylle Kessal-Wulf die Ombudsfrau für Versicherungen. Die Juristin war zuvor unter anderem als Vorsitzende Richterin am Bundesgerichtshof und Mitglied des Bundesverfassungsgerichts tätig. Ihre Aufgabe ist es, unparteiisch und unabhängig Streitfälle zu prüfen und Entscheidungen zu treffen.

## Statistik
Im Jahr 2023 erreichten die Schlichtungsstelle rund 18.000 Beschwerden (2022: knapp 16.000). Rund 13.000 davon waren zulässig. Mehr als die Hälfte der Beschwerden waren aus Verbrauchersicht erfolgreich. In der Lebensversicherung waren 35 Prozent der Beschwerden erfolgreich. 

## Ablauf des Schlichtungsverfahrens
Verbraucher können sich an den Versicherungsombudsmann wenden, wenn sie Probleme oder Streitigkeiten mit ihrem Versicherer oder ihrem Versicherungsvermittler im Rahmen der Vermittlung eines Versicherungsvertrages haben. Voraussetzung für Beschwerden gegenüber Versicherungsunternehmen ist, dass es Mitglied im Verein Versicherungsombudsmann ist. Laut Stiftung Warentest trifft das „auf die meisten in Deutschland ansässigen Versicherer“ zu.
Der Versicherungsombudsmann e. V. ist für folgende Sparten zuständig: 
- Hausrat- und Gebäudeversicherung
- Allgemeine Haftpflichtversicherung
- Rechtsschutzversicherung
- Kfz-Versicherung (Haftpflicht und Kasko)
- Private Unfallversicherung
- Lebensversicherung
- Betriebliche Altersversorgung
- Restschuldversicherung
- Berufsunfähigkeitsversicherung
- Realkredit
- Sonstige Versicherungen (unter anderem Reise-, Elektronik-, Tierkranken-, Fahrrad- und Bauleistungsversicherung)

Die Versicherungsombudsfrau ist nicht für private Kranken- und Pflegeversicherungen zuständig. Hierfür gibt es eine eigene Schlichtungsstelle. 
Hat ein Kunde Streit mit einem Versicherungsvertreter oder -makler, kann er sich ebenfalls an die Versicherungsombudsfrau wenden. In diesem Fall muss der Streit im Zusammenhang mit der Vermittlung und dem Abschluss eines Versicherungsvertrages stehen.
Eine Streitigkeit kann beispielsweise entstehen, wenn ein Versicherer eine Leistung verweigert oder die Höhe einer Entschädigung strittig ist. Ein typisches Schlichtungsverfahren beginnt damit, dass der Verbraucher eine Beschwerde bei der Schlichtungsstelle einreicht. Die Ombudsfrau informiert daraufhin den Versicherer oder den Versicherungsvermittler und fordert eine Stellungnahme an. Bleibt der Versicherer oder der Versicherungsvermittler bei seiner Meinung, prüft die Ombudsfrau den Fall und trifft eine Entscheidung oder gibt eine Empfehlung ab. 
Die Schlichtungsstelle kann in Beschwerdeverfahren mit Versicherungsunternehmen bei Streitwerten bis zu 10.000 Euro verbindliche Entscheidungen treffen; bei höheren Beträgen sind die Entscheidungen nicht bindend, aber oft wegweisend. Verfahren mit einem Streitwert von mehr als 100.000 Euro werden beim Versicherungsombudsmann e. V. nicht zugelassen. 

### Bisherige Versicherungsombudsmänner und -frauen
- Wolfgang Römer (2001–2008)
- Günter Hirsch (2008–2019)
- Wilhelm Schluckebier (2019–2024)
- Sibylle Kessal-Wulf (seit 2024)